# Cybaeus eutypus
Cybaeus eutypus es una especie de araña araneomorfa del género Cybaeus, familia Cybaeidae. Fue descrita científicamente por Chamberlin & Ivie en 1932.
Habita en Canadá y los Estados Unidos.